# Sphaerophragmium acaciae
Sphaerophragmium acaciae är en svampart som först beskrevs av Mordecai Cubitt Cooke, och fick sitt nu gällande namn av Paul Wilhelm Magnus 1891. Sphaerophragmium acaciae ingår i släktet Sphaerophragmium och familjen Raveneliaceae.   Inga underarter finns listade i Catalogue of Life.